# Eintracht Eving-Lindenhorst
Eintracht Eving-Lindenhorst  war ein Sportverein aus Dortmund. Die erste Fußballmannschaft nahm einmal an der deutschen Meisterschaft des Arbeiter-Turn- und Sportbunds (ATSB) teil. 

## Geschichte
Über die Gründung und Herkunft des Vereins ist nichts bekannt. Die Fußballer machten in den frühen 1930er Jahren von sich reden, als Hermann Liedtke für die deutsche ATSB-Nationalmannschaft berufen wurde. Im Jahre 1932 wurde er beim 4:0-Sieg der deutschen Mannschaft gegen die Tschechoslowakei eingesetzt. Das Spiel fand vor 6.000 Zuschauern in Aussig statt. Ein Jahr später qualifizierte sich die Eintracht für die Deutsche ATSB-Meisterschaft, wo die Evinger in der ersten Runde vor 2.000 Zuschauern Eintracht Kassel mit 5:2 schlugen. Nächster Gegner wäre der VfL 05 Hamburg gewesen.
Zu dem Spiel kam es allerdings nicht mehr. Nach der Machtübernahme der Nationalsozialisten wurde der ATSB und die ihm angeschlossenen Vereine verboten. Die Mitglieder von Eintracht Eving-Linden, einem der zehn größten ATSB-Vereine im Ruhrgebiet, schlossen sich dem bürgerlichen Verein Westfalia Eving an. Dieser fusionierte im Jahre 1945 mit dem SC Phönix Lindenhorst zum SuS Eving-Lindenhorst, der sich sechs Jahre später in TuS Eving-Lindenhorst umbenannte.